# Herona marathus
Espèce
Herona marathus est un lépidoptère appartenant à la famille des Nymphalidae, à la sous-famille des Apaturinae et au genre Herona.

## Dénomination
Herona marathus a été nommé par Henry Doubleday en 1848.

### Noms vernaculaires
Herona marathus se nomme Pascha en anglais.

### Sous-espèces
- Herona marathus mathus
- Herona marathus andamana Moore ;
- Herona marathus angustata Moore, [1879] ;
- Herona marathus marathon Fruhstorfer, 1906 ;
- Herona marathus stellaris Tsukada, 1991[1].

## Description
C'est un grand papillon marron rayé de bandes de couleur blanche ou jaune.
Le revers est lui aussi rayé mais de tons moins contrastés.

## Écologie et distribution
Il est présent en Asie du sud-est dans le nord-ouest de l'Inde (Sikkim et Assam) en Birmanie, Thaïlande, Laos, nord du Vietnam et dans les iles Adaman et Langkawi.

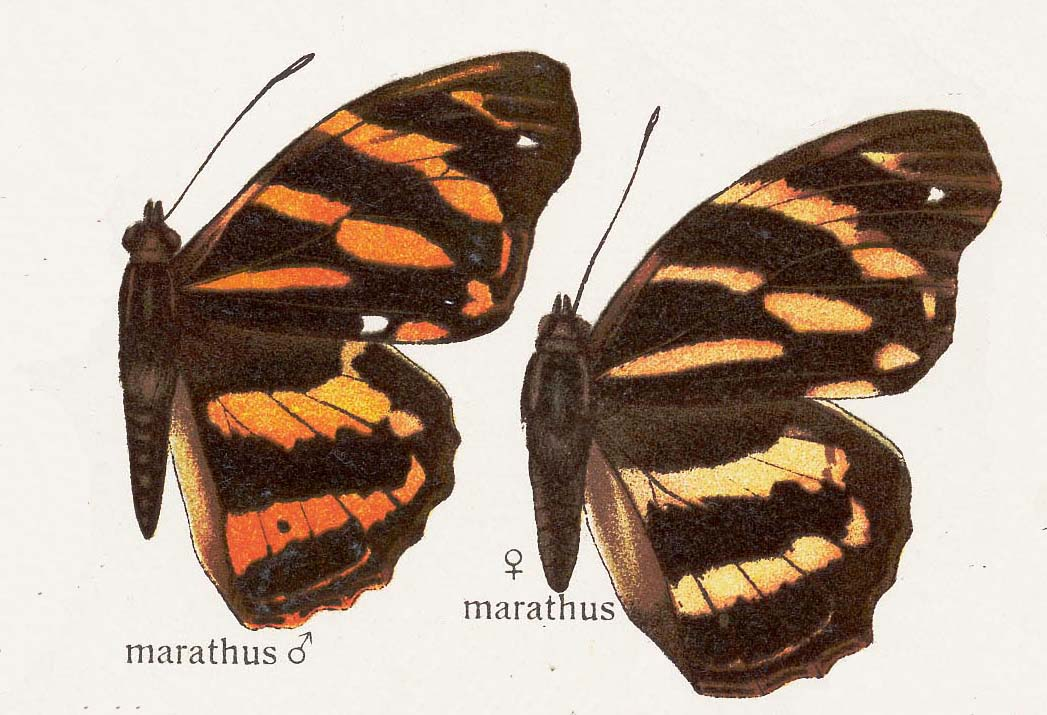

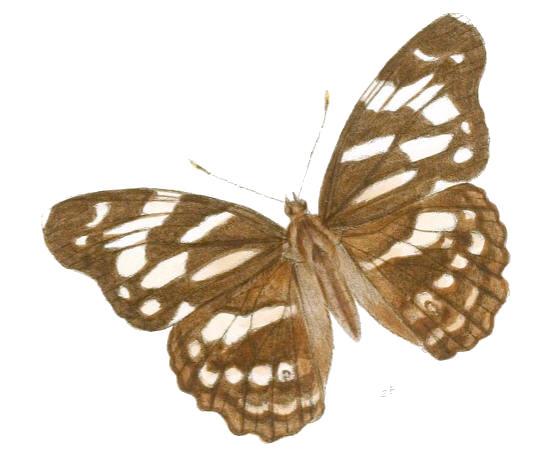

### Biotope
Il réside en montagne entre 600 et 1200 mètres.

## Philatélie
Ce papillon figure sur une émission du Laos de 1982 (valeur faciale : 1 k).